# Скајлајн Вју (Пенсилванија)
Скајлајн Вју (енгл. Skyline View) насељено је место без административног статуса у америчкој савезној држави Пенсилванија.

## Демографија
По попису из 2010. године број становника је 4.003, што је 1.696 (73,5%) становника више него 2000. године.
| Група             | 2000.         | 2010.         |
| Белци             | 2.229 (96,6%) | 3.646 (91,1%) |
| Афроамериканци    | 25 (1,1%)     | 96 (2,4%)     |
| Азијати           | 30 (1,3%)     | 112 (2,8%)    |
| Хиспаноамериканци | 14 (0,6%)     | 83 (2,1%)     |
| Укупно            | 2.307         | 4.003         |